# Langgöns
Langgöns ist eine Gemeinde im mittelhessischen Landkreis Gießen.

## Geografie
Die Gemeinde liegt etwa 10 km südlich von Gießen und etwa 10 km nördlich von Butzbach.

### Geografische Lage
Topografisch teilt sich die Gemeinde in einen westlichen Teil mit den Ortsteilen Espa, Cleeberg und Oberkleen auf den hügeligen und bewaldeten nördlichen Ausläufern des Taunus (Wetzlarer Hintertaunus) sowie einen östlichen Teil mit den Ortsteilen Niederkleen, Dornholzhausen und dem Kernort Lang-Göns auf dem Übergang der nördlichen Wetterau zum Gießener Becken (Großenlindener Hügelland). Alle Ortsteile liegen im Einzugsgebiet des Kleebachs und werden bis auf Lang-Göns und Espa auch vom Kleebach selbst durchflossen. Espa liegt am Ende des Kleebachtals, der dort unterhalb des Dorfes entspringt. Lang-Göns ist der einzige Ortsteil außerhalb des Kleebachtals und liegt stattdessen am Gönsbach, einem rechten Zufluss des Kleebachs, und erstreckt sich bis zur Kleebachtal-Brücke der BAB 45.

### Ausdehnung des Gemeindegebietes
Auf der längsten Schnittachse hat das Gebiet der Gemeinde eine Länge von ca. 14,6 km, auf der kürzesten 2,2 km.

### Nachbargemeinden
Langgöns grenzt im Norden an die Stadt Linden, im Osten an die Stadt Pohlheim (beide Landkreis Gießen), im Süden an die Stadt Butzbach (Wetteraukreis), im Südwesten an die Gemeinde Waldsolms (Lahn-Dill-Kreis), sowie im Westen an die Gemeinden Schöffengrund und Hüttenberg (beide Lahn-Dill-Kreis).

## Geschichte

### Erste Erwähnung
- Cleeberg: 768, Urkunde des Klosters Lorsch.
- Dornholzhausen: 815, Lorscher Codex als Holzhausen; 1294 als Durreholzhusen.
- Espa: 1347, Urkunde aus Butzbach.
- Lang-Göns: 777, Urkunde des Klosters Lorsch, als Guniser Marka; 1233 Langen Gunse.
- Niederkleen: 774, Urkunde, als Cleheimer Marka; 1255, Urkunde Niederkleen; 1299, Urkunde Ritter von Cleen.
- Oberkleen: 774 Urkunde, als Cleheimer Marka, Clehen; 1197 Unterscheidung zwischen Oberkleen und Niederkleen[2]

### Ortsnecknamen
Die Necknamen werden im oberhessischen Dialekt gesprochen (Hochdeutsch in Klammern).
- Cleeberg: „Stoarätz“ (Steinratten, Steinmarder)
- Espa: „Musikmänner“
- Dornholzhausen: „Esel“
- Lang-Göns: „Speckmäus“
- Niederkleen: „Rinnerche“ (Rinderchen)
- Oberkleen: „Essigstoppe“ (Essigstopfen)

### Hessische Gebietsreform
Im Zuge der Gebietsreform in Hessen wurden am 1. Januar 1977 die Gemeinden Cleeberg, Dornholzhausen, Espa und Kleenheim (Zusammenschluss der Gemeinden Niederkleen und Oberkleen am 31. Dezember 1971) des ehemaligen Landkreises Wetzlar sowie die Gemeinde Lang-Göns des ehemaligen Landkreises Gießen zur neuen Gemeinde Langgöns zusammengeschlossen. Da Langgöns aus mehreren selbständigen Gemeinden gebildet wurde, wird die Gemeinde auch als Großgemeinde bezeichnet. Für die ehemals eigenständigen Gemeinden von Langgöns wurde je ein Ortsbezirk gebildet. Als Verwaltungssitz wurde der Ortsteil Lang-Göns festgelegt. Nach Auflösung der Stadt Lahn im Jahr 1979 wurde auch der Großkreis Lahn-Dill wieder geteilt, die Gemeinde Langgöns kam dabei zum Landkreis Gießen.

## Bevölkerung

### Einwohnerstruktur 2011
Nach den Erhebungen des Zensus 2011 lebten am Stichtag, dem 9. Mai 2011, in Langgöns 11.673 Einwohner. Nach dem Lebensalter waren 1929 Einwohner unter 18 Jahren, 5040 zwischen 18 und 49, 2604 zwischen 50 und 64 und 2100 Einwohner waren älter. Unter den Einwohnern waren 637 (5,5 %) Ausländer, von denen 259 aus dem EU-Ausland, 253 aus anderen europäischen Ländern und 125 aus anderen Staaten kamen. Von den deutschen Einwohnern hatten 7,9 % einen Migrationshintergrund. (Bis zum Jahr 2020 erhöhte sich die Ausländerquote auf 9,4 %.) Die Einwohner lebten in 4944 Haushalten. Davon waren 1440 Singlehaushalte, 1482 Paare ohne Kinder und 1512 Paare mit Kindern, sowie 396 Alleinerziehende und 114 Wohngemeinschaften. In 903 Haushalten lebten ausschließlich Senioren und in 3507 Haushaltungen lebten keine Senioren.

### Einwohnerentwicklung
Gemeinde
| Langgöns: Einwohnerzahlen von 1973 bis 2020                         | Langgöns: Einwohnerzahlen von 1973 bis 2020 | Langgöns: Einwohnerzahlen von 1973 bis 2020 | Langgöns: Einwohnerzahlen von 1973 bis 2020 | Langgöns: Einwohnerzahlen von 1973 bis 2020 |
| ------------------------------------------------------------------- | ------------------------------------------- | ------------------------------------------- | ------------------------------------------- | ------------------------------------------- |
| Jahr                                                                |                                             |                                             |                                             | Einwohner                                   |
| 1973                                                                | 1973                                        |                                             | 8.110                                       | 8.110                                       |
| 1975                                                                | 1975                                        |                                             | 8.542                                       | 8.542                                       |
| 1980                                                                | 1980                                        |                                             | 9.839                                       | 9.839                                       |
| 1985                                                                | 1985                                        |                                             | 10.371                                      | 10.371                                      |
| 1990                                                                | 1990                                        |                                             | 10.328                                      | 10.328                                      |
| 1995                                                                | 1995                                        |                                             | 11.555                                      | 11.555                                      |
| 2000                                                                | 2000                                        |                                             | 11.939                                      | 11.939                                      |
| 2005                                                                | 2005                                        |                                             | 12.092                                      | 12.092                                      |
| 2010                                                                | 2010                                        |                                             | 11.876                                      | 11.876                                      |
| 2011                                                                | 2011                                        |                                             | 11.673                                      | 11.673                                      |
| 2015                                                                | 2015                                        |                                             | 11.494                                      | 11.494                                      |
| 2020                                                                | 2020                                        |                                             | 11.690                                      | 11.690                                      |
| Quelle(n): Hessisches Statistisches Informationssystem; Zensus 2011 |                                             |                                             |                                             |                                             |

Ortsteile
Ende Juni 2019 waren in Langgöns insgesamt rund 11.600 Einwohner (HW+NW) gemeldet, über die Hälfte davon im Ortsteil Lang-Göns.
- Cleeberg: 1033
- Dornholzhausen: 1047
- Espa: 689
- Lang-Göns: 6596
- Niederkleen: 1139
- Oberkleen: 1122

### Religionszugehörigkeit
| • 1987: | 6618 evangelische (= 70,2 %), 1840 katholische (= 19,5 %), 976 sonstige (= 10,3 %) Einwohner  |
| • 2011: | 7000 evangelische (= 60,0 %), 1940 katholische (= 16,6 %), 2730 sonstige (= 23,4 %) Einwohner |

## Politik

### Gemeindevertretung
Die Kommunalwahl am 14. März 2021 lieferte folgendes Ergebnis, in Vergleich gesetzt zu früheren Kommunalwahlen:

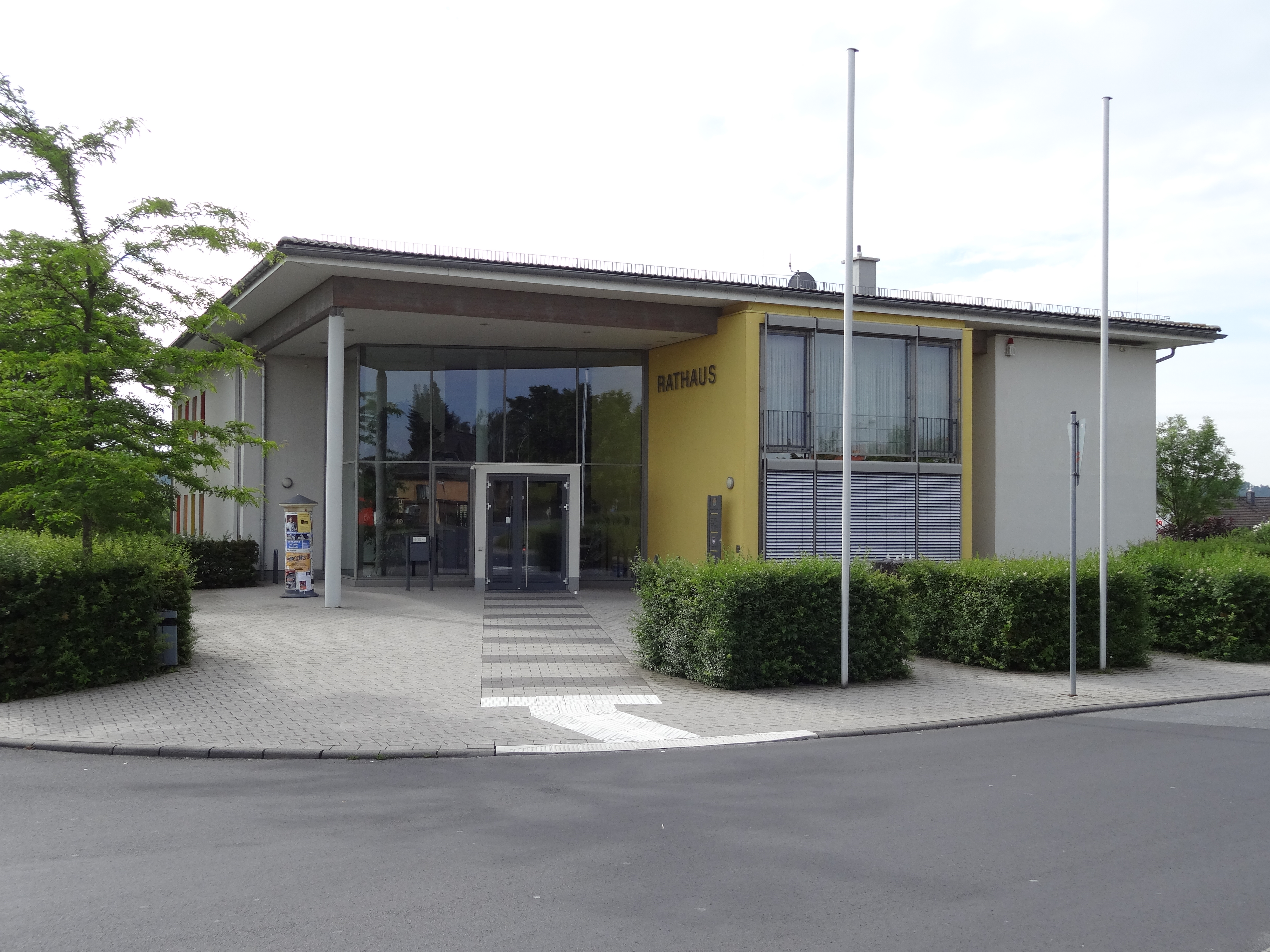
Neues Rathaus Langgöns (Bauzeit 2000–2001)

| Sitzverteilung in der Gemeindevertretung 2021Insgesamt 37 Sitze - SPD: 10 - Grüne: 7 - FWG: 6 - CDU: 14 | Parteien und Wählergemeinschaften | Parteien und Wählergemeinschaften           | 2021  | 2021  | 2016  | 2016  | 2011  | 2011  | 2006  | 2006  | 2001  | 2001  |
| Sitzverteilung in der Gemeindevertretung 2021Insgesamt 37 Sitze - SPD: 10 - Grüne: 7 - FWG: 6 - CDU: 14 | Parteien und Wählergemeinschaften | Parteien und Wählergemeinschaften           | %     | Sitze | %     | Sitze | %     | Sitze | %     | Sitze | %     | Sitze |
| Sitzverteilung in der Gemeindevertretung 2021Insgesamt 37 Sitze - SPD: 10 - Grüne: 7 - FWG: 6 - CDU: 14 | CDU                               | Christlich Demokratische Union Deutschlands | 37,4  | 14    | 31,7  | 12    | 33,8  | 12    | 38,6  | 14    | 37,7  | 14    |
| Sitzverteilung in der Gemeindevertretung 2021Insgesamt 37 Sitze - SPD: 10 - Grüne: 7 - FWG: 6 - CDU: 14 | SPD                               | Sozialdemokratische Partei Deutschlands     | 26,6  | 10    | 33,9  | 12    | 34,2  | 13    | 35,0  | 13    | 40,7  | 15    |
| Sitzverteilung in der Gemeindevertretung 2021Insgesamt 37 Sitze - SPD: 10 - Grüne: 7 - FWG: 6 - CDU: 14 | Grüne                             | Bündnis 90/Die Grünen                       | 19,6  | 7     | 12,3  | 5     | 15,9  | 6     | 10,2  | 4     | 9,6   | 4     |
| Sitzverteilung in der Gemeindevertretung 2021Insgesamt 37 Sitze - SPD: 10 - Grüne: 7 - FWG: 6 - CDU: 14 | FWG                               | Freie Wähler Gemeinschaft Langgöns          | 16,5  | 6     | 16,1  | 6     | 12,4  | 5     | 11,7  | 4     | 12,1  | 4     |
| Sitzverteilung in der Gemeindevertretung 2021Insgesamt 37 Sitze - SPD: 10 - Grüne: 7 - FWG: 6 - CDU: 14 | FDP                               | Freie Demokratische Partei                  | —     | —     | 6,0   | 2     | 3,6   | 1     | 4,6   | 2     | —     | —     |
| Sitzverteilung in der Gemeindevertretung 2021Insgesamt 37 Sitze - SPD: 10 - Grüne: 7 - FWG: 6 - CDU: 14 | Gesamt                            | Gesamt                                      | 100,0 | 37    | 100,0 | 37    | 100,0 | 37    | 100,0 | 37    | 100,0 | 37    |
| Sitzverteilung in der Gemeindevertretung 2021Insgesamt 37 Sitze - SPD: 10 - Grüne: 7 - FWG: 6 - CDU: 14 | Ungültige Stimmen in %            | Ungültige Stimmen in %                      | 2,3   | —     | 3,5   | —     | 3,3   | —     | 3,0   | —     | 3,4   | —     |
| Sitzverteilung in der Gemeindevertretung 2021Insgesamt 37 Sitze - SPD: 10 - Grüne: 7 - FWG: 6 - CDU: 14 | Wahlbeteiligung in %              | Wahlbeteiligung in %                        | 51,6  | 51,6  | 49,4  | 49,4  | 48,7  | 48,7  | 46,1  | 46,1  | 55,0  | 55,0  |

### Bürgermeister
Nach der hessischen Kommunalverfassung wird der Bürgermeister für eine sechsjährige Amtszeit gewählt, seit dem Jahr 1993 in einer Direktwahl, und ist Vorsitzender des Gemeindevorstands, dem in der Gemeinde Langgöns neben dem Bürgermeister ehrenamtlich ein Erster Beigeordneter und sieben weitere Beigeordnete angehören. Bürgermeister ist seit dem 1. Juni 2019 Marius Reusch (CDU), der bis dahin als Erster Beigeordneter dem Gemeindevorstand angehörte. Er wurde als Nachfolger von Horst Röhrig (SPD), der nach vier Amtszeiten nicht wieder kandidiert hatte und in den Ruhestand ging, am 28. Oktober 2018 im ersten Wahlgang bei 71,01 Prozent Wahlbeteiligung mit 60,86 Prozent der Stimmen gewählt. Es folgte eine Wiederwahl ohne Gegenkandidaten im Dezember 2024.
Amtszeiten der Bürgermeister
- 2019–2031 Marius Reusch (CDU)[17]
- 1995–2019 Horst Röhrig (SPD)
- 1983–1995 Walter Haller (SPD)
- 1957–1983 Heinz Ulm (SPD)
- 1949–1957 …
- 1945–1949 Heinrich Schaub (SPD)

### Ortsbeiräte
Für alle eingegliederten ehemaligen Gemeinden wurde je ein Ortsbezirke mit Ortsbeirat und Ortsvorsteher, nach Maßgabe der §§ 81 und 82 HGO und des Kommunalwahlgesetzes in der jeweils gültigen Fassung gebildet. Die Ortsbezirke sind durch das Gebiet der ehemaligen Gemeinden abgegrenzt und bestehen je nach Größe aus fünf bis neun Mitgliedern. Die Wahl der Ortsbeiräte erfolgt im Rahmen der Kommunalwahlen. Der Ortsbeirat wählt eines seiner Mitglieder zum Ortsvorsteher bzw. zur Ortsvorsteherin. Zur Zusammensetzung siehe die jeweiligen Ortsteile.

### Wappen
Das Wappen wurde am 11. Oktober 1977 durch das Hessische Ministerium des Innern genehmigt.
Blasonierung: „In Gold über einem grünen Kleeblatt zwei mit Griffen nach oben gelegte schräggekreuzte rote Schwerter.“
Die Ortsteile haben ebenfalls eigene Wappen.

### Flagge
Die Flagge wurde am 22. März 1979 durch das Hessische Ministerium des Innern genehmigt.
Flaggenbeschreibung: „Auf breiter roter Mittelbahn, beseitet von schmalen rot-gelb gestreiften Seitenbahnen, im oberen Teil aufgelegt das Gemeindewappen.“

### Partnergemeinden
- St. Ulrich am Pillersee (Tirol)
- Clouange (Kanton Moyeuvre-Grande, Lothringen, Frankreich) seit 1975

### Patenschaft
- 1963 wurde die Patenschaft für die vertriebenen Sudetendeutschen aus Groß-Dittersdorf im Kreis Bärn übernommen.
- Am 12. Dezember 1976 entstand in dieser Personengruppe die Gründung des Altvater-Turmvereins. Das Ausflugsziel des Altvatergebirges sollte an geeigneter Stelle wieder neu entstehen.

## Kultur und Sehenswürdigkeiten

### Museen
- Bärner Heimatstube des Heimatkreis Bärn e. V.
- Heimatmuseum Niederkleen

### Bauwerke
- Fachwerkhäuser mit freistehendem Hüttenberger Hoftor (16., 17. Jahrhundert) besonders in Niederkleen (Ohly’sches Haus) und Oberkleen (Herzenhaus, 1691), aber auch in Lang-Göns (Paradiesgärtlein, Schillerstraße 57)
- Kirchturm der evangelischen Jakobuskirche in Lang-Göns
- Wehrkirche St. Michaelis in Oberkleen, Wehrturm (15. Jahrhundert), Schiff (18. Jahrhundert, einmanualige Orgel (1800) des Orgelbaumeisters Johann Georg Bürgy)
- Burg Cleeberg (um 915, Privatbesitz)
- „Färschtisch Haus“ (Förster’s Haus, 1707), Geburtshaus von Friedrich Ludwig Weidig

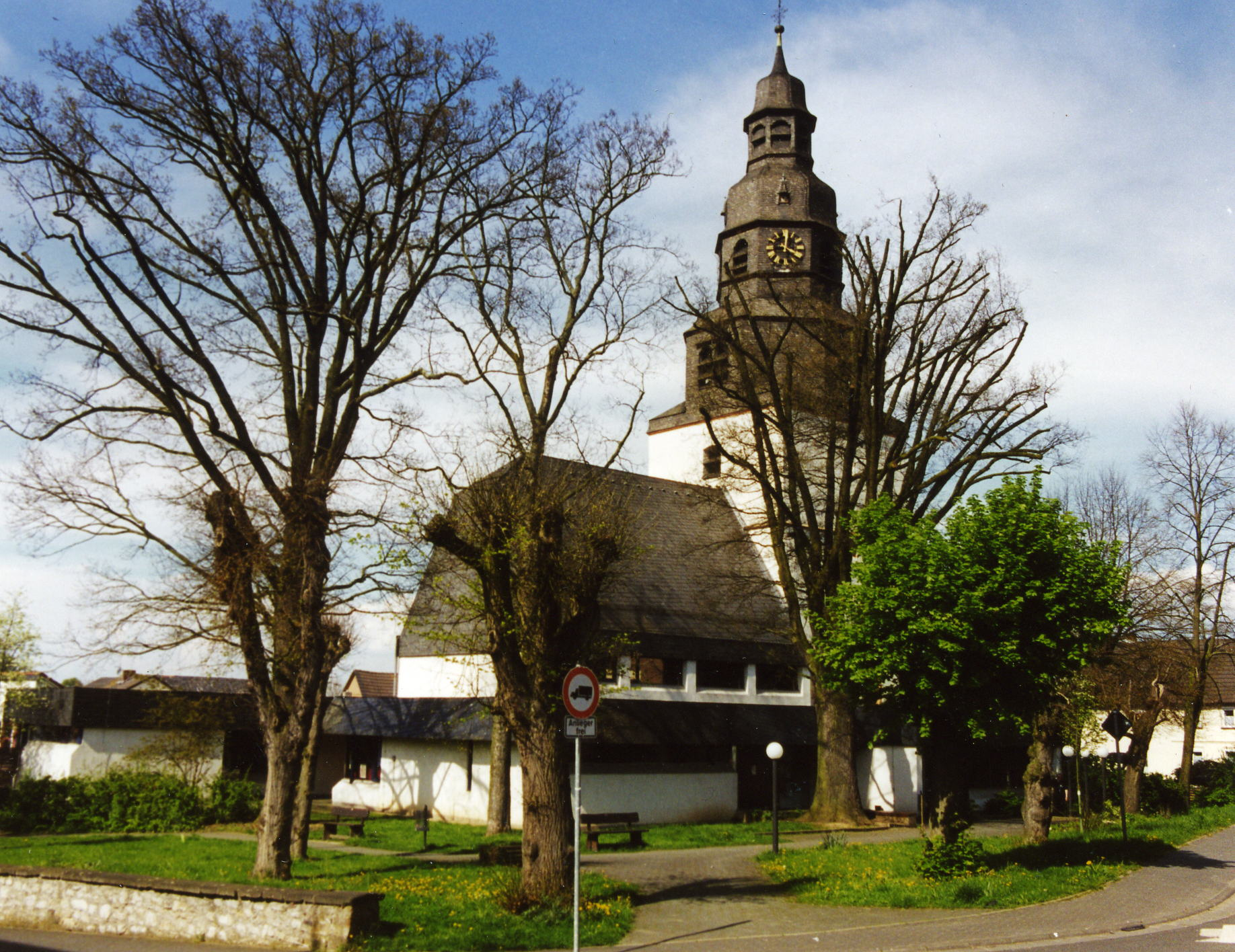
Jakobuskirche in Lang-Göns
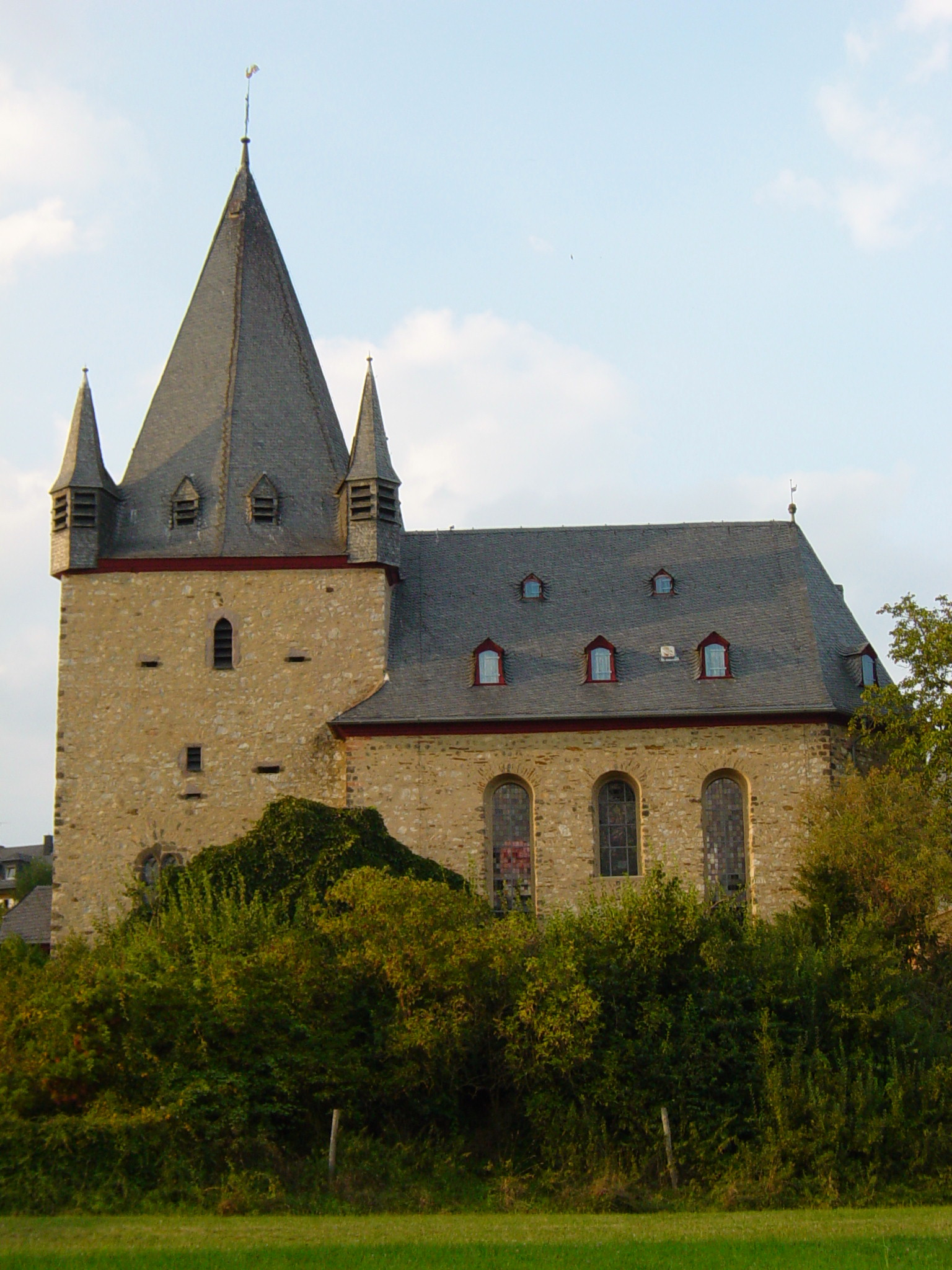
St.-Michaelis-Kirche in Oberkleen, von Süden
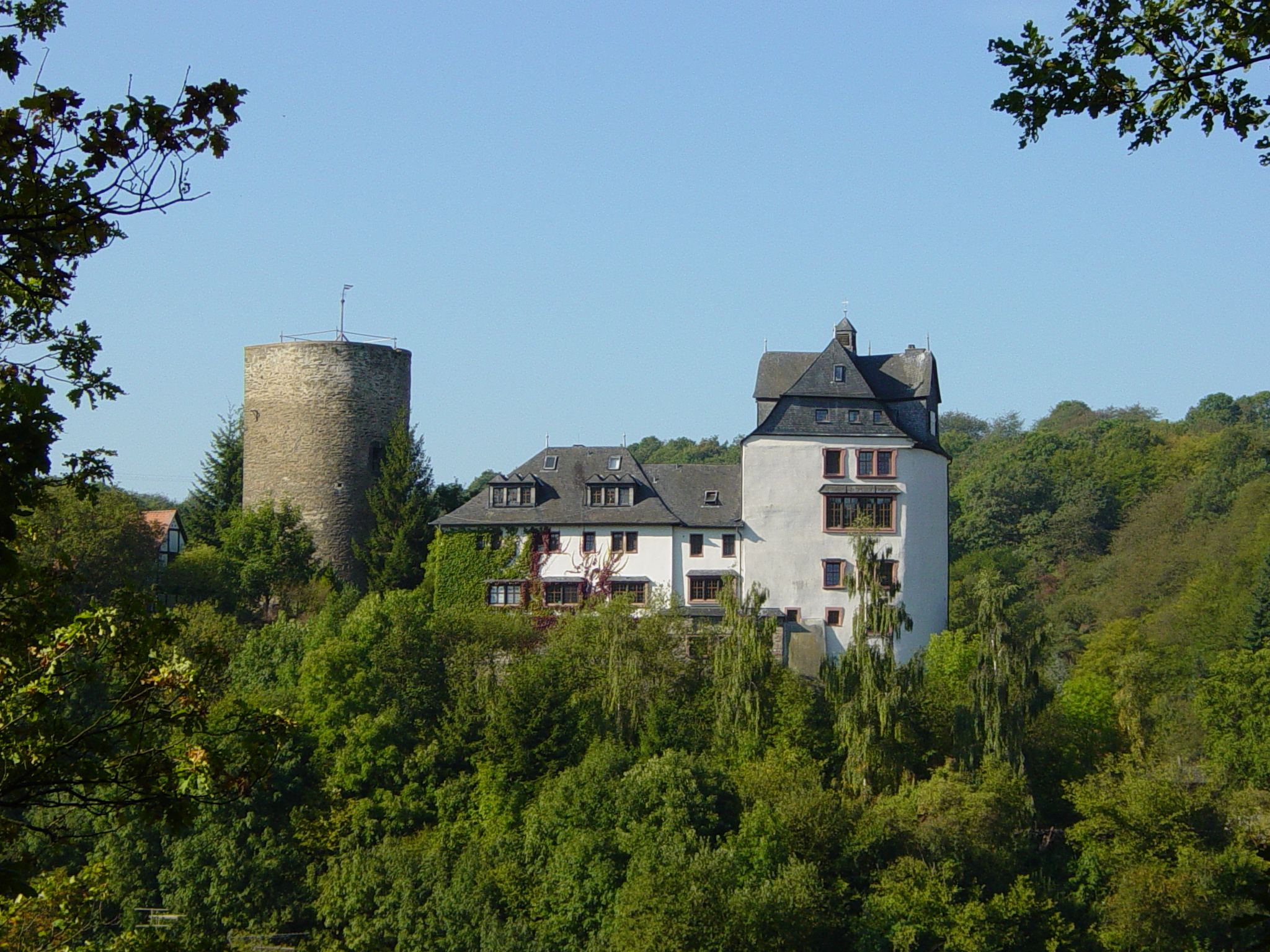
Burg in Cleeberg (1150, Privatbesitz)
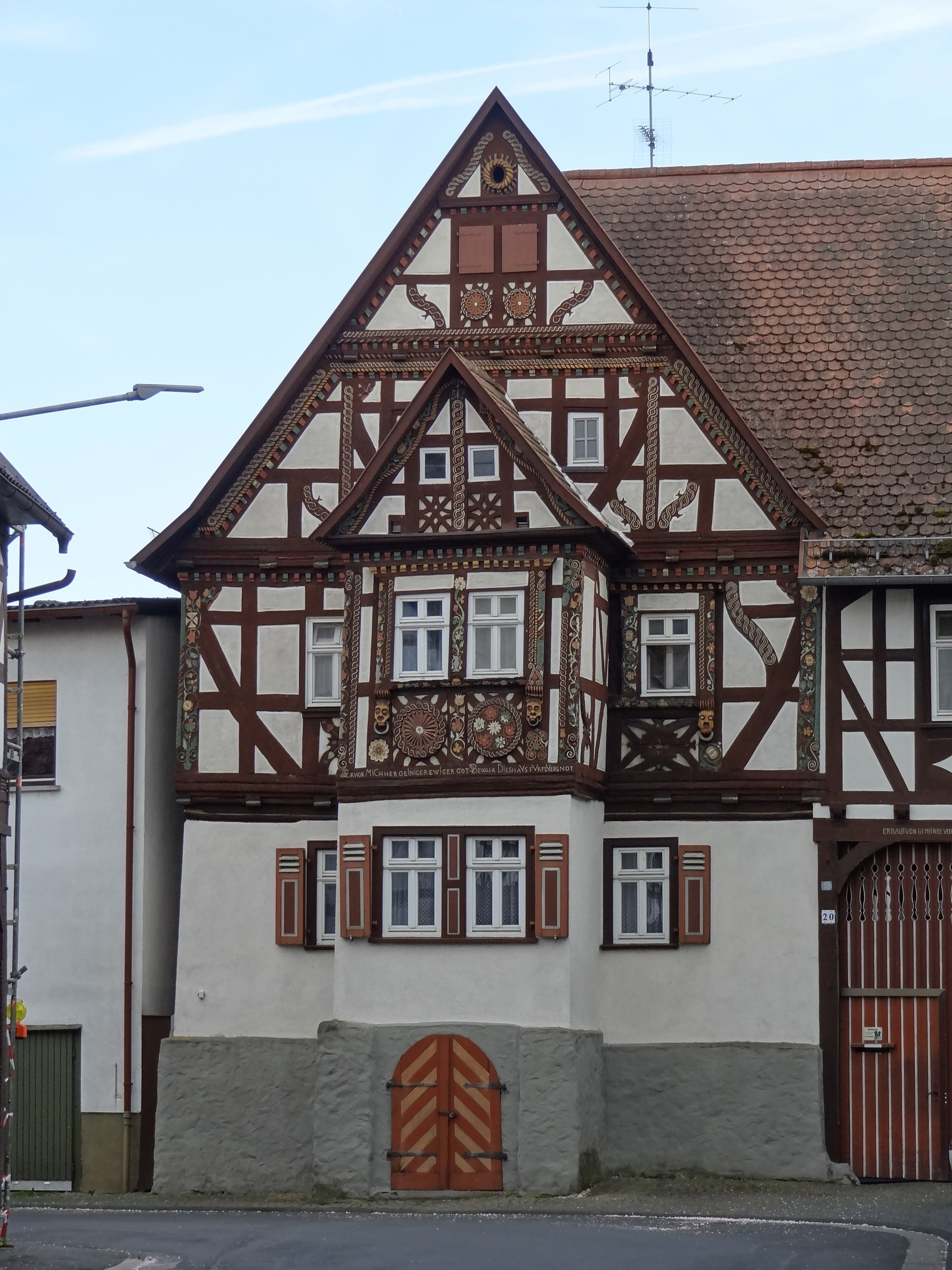
Ohly’sches Haus in Niederkleen

### Natur
Ein Teil des Waldes Wehrholz östlich des Niederkleener Steinbruchs sowie des Kümmelbergs bei Cleeberg sind Naturschutzgebiete (Landkreis Gießen).

### Sport
- Die Handball-Damenmannschaft der SG Kleenheim erreichte in der Saison 2004/2005 in der 2. Bundesliga Süd den 12. Platz.
- Auf dem Motorradsportgelände des AMC Langgöns e. V. (im DMV) finden Motocross-Rennen des Hessen-Cups statt.
- Höchstspielender Fußballverein der Großgemeinde ist der FC-Cleeberg (Bezirksoberliga Gießen/Marburg).
- Der TSV Langgöns besitzt eine Frauenfußballmannschaft, die seit 1975 besteht und jedes Jahr ein nationales Hallenturnier ausrichtet. Die Frauenfußballmannschaft spielt in der Bezirksoberliga.
- Der Reit- und Fahrverein Langgöns, der seit 1982 besteht
- Der Schützenverein Cleeberg SV 1905 ist der älteste Verein der Gemeinde Langgöns.

### Regelmäßige Veranstaltungen
- Lang-Gönser Weihnachtsmarkt
- Wald Art
- Straßenmusikfest im Ortsteil Cleeberg
- Zeltkirmes in den Ortsteilen Dornholzhausen, Niederkleen und Oberkleen

## Wirtschaft und Infrastruktur

### Ansässige Unternehmen
In Langgöns befindet sich ein Werk der Gallus Druckmaschinen GmbH. Gallus ist eine Tochter der Heidelberger Druckmaschinen AG.

### Verkehr
Die A 485 beginnt bei Lang-Göns. Durch das Gemeindegebiet führen die B 3 und die Main-Weser-Bahn (Bahnhof Lang Göns in Lang-Göns). Langgöns gehört dem Rhein-Main-Verkehrsverbund (RMV) an.
Im westlichen Gewerbegebiet von Langgöns befindet sich das Briefzentrum der Leitregion 35 der Deutschen Post für den Bereich Mittelhessen.

## Persönlichkeiten

### Söhne und Töchter der Gemeinde
- Johann Philipp Fabricius (* 22. Januar 1711 in Cleeberg; † 23. Januar 1791 in Madras, Indien), der bedeutendste Übersetzer der Dänisch-Halleschen Mission in Trankebar (Indien), „der tamilische Luther“
- Sebastian Andreas Fabricius (* 1716 in Cleeberg; † 10. Januar 1790 in Halle an der Saale), seit 1741 Privatsekretär Gotthilf August Franckes, seit 1754 Inspektor der Cansteinschen Bibelanstalt in Halle an der Saale
- Friedrich Ludwig Weidig (* 15. Februar 1791 in Oberkleen; † 1837) verfasste gemeinsam mit Georg Büchner die Flugschrift Der Hessische Landbote, Turner und Pädagoge
- Karl August Schapper (* 6. Januar 1815 in Niederkleen; † 20. August 1898 in Wernigerode), evangelischer Theologe, Direktor des Königlichen Predigerseminars in Wittenberg
- Wilhelm Reuter (* 10. Juli 1896 in Oberkleen; † 17. April 1957 im Dornholzhausen) war ein hessischer Heimatdichter, Lyriker und Landwirt.
- Konrad Wilhelm Velte (* 13. September 1856 in Langgöns; † 31. Dezember 1939 in Darmstadt), Prof. Dr., Kirchenrat zu Darmstadt
- Konrad Henrich (* 19. Mai 1864 in Langgöns; † 30. Oktober 1928), Landtagsabgeordneter (zunächst Fortschrittliche Volkspartei, dann Deutsche Demokratische Partei) und 1919–1928 Finanzminister im Volksstaat Hessen
- Otto Ritter von Rompf (* 8. September 1883, † 20. Mai 1917 am Chemin des Dames gefallen), Eisernes Kreuz II und I (1914), Militär-Max-Joseph-Orden (1916)
- Karl Zeiß (* 15. April 1912 in Langgöns; † 10. Januar 1994 in Gießen), evangelischer Theologe
- Charles Friedek (* 26. August 1971), Weltmeister 1999 im Dreisprung
- Jochen Schropp (* 22. November 1978), Schauspieler und Moderator
- Dexter Langen (* 16. Dezember 1980 in Friedberg), ehemaliger Fußballspieler der 1. Bundesliga, u. a. bei Hansa Rostock
- Volker Michel (* 5. Mai 1973 in Gießen), ehemaliger Handballspieler der 1. Bundesliga, u. a. bei der HSG Wetzlar
- Johannes Lischka (* 2. April 1987 in Gießen), Basketballspieler der 1. Bundesliga beim Mitteldeutschen BC
- Christian Rompf (* 24. Dezember 1986 in Gießen), Handballspieler der 1. Bundesliga bei der HSG Wetzlar

### Weitere Persönlichkeiten
- Hans Henning Atrott (* 12. Januar 1944 in Klaipėda, Litauen), ehemaliger Geschäftsführer der World Federation of Right-to-die-Societies, Initiator der Sterbehilfe nach dem Zweiten Weltkrieg in Deutschland, Kritiker des Christentums, in Dornholzhausen von 1956 bis 1960
- Eva Briegel (* 3. Dezember 1978 in Leonberg), Sängerin der Band Juli, in Langgöns aufgewachsen

Siehe auch: Pohl-Göns, Ebersgöns, Kirch-Göns (alle Stadtteile des nahen Butzbach)